# Zeughausallee
Die Zeughausallee ist eine Straße in Darmstadt-Kranichstein.

## Geschichte und Beschreibung
Zeughausallee ist ein historisch belegter Name.
Die Zeughausallee führt von der heutigen Kranichsteiner Straße aus, am Jagdzeugmeisterhaus vorbei, zum heute freien Platz vor dem Jagdzeughaus und über den heutigen Fußpfad direkt zur Südostecke des Backhausteiches und über den Westdamm des Teiches zum Jagdschloss Kranichstein.
Die Zeughausallee war von Bäumen gesäumt.
Einige der alten Bäume stehen noch; vor allem die hinter dem Jagdzeugmeisterhaus.
Die scheinbar umständliche Zufahrt zum Jagdschloss wählten die Landgrafen und ihre Bediensteten aus zwei Gründen:
Zum einen führte der Weg am malerischen Schlossteich – dem Backhausteich – vorbei direkt in den Schlosshof und zum anderen war dieser Weg auch bei schlechtem Wetter passierbar; wenn die tiefergelegene, nordwestliche Zufahrt zum Schloss überschwemmt war.

## Denkmalschutz
Die Zeughausallee ist aus architektonischen und stadtgeschichtlichen Gründen ein Kulturdenkmal. 